# Gerhard Gentzen
Gerhard Gentzen (24 novembre 1909 à Greifswald - 4 août 1945 à Prague) est un mathématicien et logicien allemand, dont l'œuvre est fondamentale en  théorie de la démonstration. Il fut l’un des étudiants de Weyl à l'université de Göttingen de 1929 à 1933.  Il est mort dans un camp de prisonniers de guerre en 1945, après avoir été arrêté par les soviets à cause de ses loyautés nazies.

## Biographie
Gentzen est un élève de Paul Bernays à l'université de Göttingen. Mais ce dernier ayant été renvoyé comme « non- aryen » en avril 1933, Hermann Weyl devient formellement son directeur de thèse. Gentzen rejoint les sections d'assaut en novembre 1933 alors qu'il n'en était nullement obligé. Néanmoins, il reste en contact avec Bernays jusqu'au début de la Seconde Guerre mondiale. En 1935, il correspond avec Abraham Fraenkel à Jérusalem et est reconnu par le syndicat des enseignants nazis comme celui qui « entretient des contacts avec le Peuple élu ». En 1935 et 1936, Hermann Weyl, directeur du département de mathématiques  de Göttingen de 1933 jusqu'à sa démission sous la pression nazie, fait de gros efforts pour le faire aller à l'Institute for Advanced Study à Princeton.
Entre novembre 1935 et 1939, il est assistant de David Hilbert à Göttingen. Gentzen rejoint le parti nazi en 1937. En avril 1939, Gentzen prête serment de loyauté envers Adolf Hitler dans le cadre de son poste à l'Université. À partir de 1943, il est professeur à l'université de Prague. Dans le cadre d'un contrat avec la  SS, Gentzen travaille pour le projet V-2.
Après la guerre, il meurt de faim dans un camp après avoir été arrêté à Prague, le 7 mai 1945.

## Travaux
Gentzen a inventé deux systèmes de déduction pour la logique du premier ordre, la déduction naturelle et le calcul des séquents. Pour ce dernier, il a démontré son Hauptsatz (théorème principal), appelé plus explicitement « théorème d'élimination des coupures », publié en 1934 dans ses Recherches sur la déduction logique.

« Le théorème fondamental affirme que toute démonstration purement logique peut se ramener à une forme normale déterminée, qui n'est d'ailleurs nullement univoque. On peut formuler les propriétés essentielles d'une telle démonstration normale à peu près de la façon suivante : elle ne comporte pas de détours. On n'y introduit aucun concept qui ne soit pas contenu dans son résultat final et qui, par conséquent, ne doive pas nécessairement être utilisé pour obtenir ce résultat,. »

Gentzen a d'autre part démontré la cohérence de l'arithmétique de Peano (en 1936) en utilisant un principe d'induction jusqu'à l'ordinal dénombrable ε0, mais pour des formules de faible complexité logique. 
Les méthodes utilisées pour cette démonstration se sont révélées essentielles pour la  théorie de la démonstration moderne.
La théorie dans laquelle 
cette démonstration peut se formaliser est nécessairement plus forte que l'arithmétique de Peano d'après le second théorème d'incomplétude de Gödel (au sens où si elle permet de démontrer la cohérence de l'arithmétique de Peano, sa cohérence ne pourra donc se démontrer dans cette arithmétique). On a pu voir cette démonstration, à laquelle Gödel s'est beaucoup intéressé, comme une tentative pour réhabiliter le programme de Hilbert, en élargissant la notion de méthodes finitaires à des récurrences jusqu'à certains ordinaux comme ε0. 
La cohérence de  la théorie utilisée par Gentzen pour sa démonstration, bien que plus forte, serait moins douteuse que la cohérence de l'arithmétique de Peano, parce que l'induction, bien que jusqu'à un ordinal (forcément supérieur à celui des entiers), se fait sur des formules simples.
Cette dernière affirmation n'a plus guère de défenseurs. De façon plus objective, cette démonstration  permet d'analyser les raisons de la cohérence de l'arithmétique de Peano ; par exemple le résultat de cohérence permet d'en mesurer la « force »  comme le traduit l'utilisation de l'ordinal ε0. En généralisant ce principe, on a pu engager une classification des théories arithmétiques.

## Théorèmes de Gentzen
Gentzen est connu pour deux théorèmes :
1. le théorème d'élimination des coupures en calcul des séquents,
2. le théorème de cohérence de l'arithmétique (voir aussi théorème de cohérence de l'arithmétique (en)[4],[5])